# Dmytro L’opa
Dmytro Sergijovič L’opa (ukrajinski: Дмитро Сергійович Льопа) (Kremenčuk, 23. studenog 1988.) ukrajinski je nogometaš koji igra na poziciji napadačkog veznog. Trenutačno igra za Mladost Ždralove.